# Episodi di Starsky & Hutch (seconda stagione)
Questa voce contiene trame, dettagli e crediti dei registi e degli sceneggiatori della seconda stagione della serie televisiva Starsky & Hutch, interpretata da Paul Michael Glaser (David Starsky) e David Soul (Ken "Hutch" Hutchinson). 
Negli Stati Uniti, questa stagione andò in onda dal 25 settembre 1976 al 16 aprile 1977. In Italia, dodici episodi di questo ciclo furono trasmessi da Rai 2 nella stagione televisiva 1980-1981 (tra il 25 dicembre 1980 e il 9 aprile 1981). Otto episodi furono invece trasmessi tra il 13 marzo e il 14 aprile 1983. Nel primo passaggio televisivo italiano, non fu seguito l'ordine cronologico originale.
La stagione vide la partecipazione di varie guest star, come Lynda Carter (episodi 1 e 2), Ed Begley Jr. (3 e 4), Karen Carlson (5, moglie di David Soul), Suzanne Somers (7), John Saxon (7), Veronica Hamel (9), Carl Weathers e Diana Scarwid (11), Timothy Carey (22) e Jeff Goldblum (24). L'episodio 14 fu diretto da Paul Michael Glaser, mentre David Soul diresse l'episodio 18. La 2 stagione fu per certi versi l'apice di Starsky e Hutch, con storie che variavano da trattare temi importanti per l'epoca (Nightmare) a contenuti più oscuri (Bagno di sangue) fino ad arrivare a toni più leggeri e spesso comici (Tango!). La serie vinse per il secondo anno di seguito il People's Choice Award. 
| nº | Titolo originale                                | Titolo italiano                               | Prima TV USA      | Prima TV Italia  |
| -- | ----------------------------------------------- | --------------------------------------------- | ----------------- | ---------------- |
| 1  | The Las Vegas Strangler (part 1)                | Lo strangolatore di Las Vegas (prima parte)   | 25 settembre 1976 | 3 aprile 1983    |
| 2  | The Las Vegas Strangler (part 2)                | Lo strangolatore di Las Vegas (seconda parte) | 25 settembre 1976 | 3 aprile 1983    |
| 3  | Murder at Sea (part 1)                          | Delitto in mare (prima parte)                 | 2 ottobre 1976    | 29 maggio 1983   |
| 4  | Murder at Sea (part 2)                          | Delitto in mare (seconda parte)               | 2 ottobre 1976    | 29 maggio 1983   |
| 5  | Gillian                                         | La ragazza di Hutch                           | 16 ottobre 1976   | 2 aprile 1981    |
| 6  | Bust Amboy (o Nightlight)                       | La fine di Amboy                              | 23 ottobre 1976   | 12 marzo 1981    |
| 7  | The Vampire                                     | Il vampiro                                    | 30 ottobre 1976   | 12 aprile 1983   |
| 8  | The Specialist                                  | Il professionista                             | 6 novembre 1976   | 9 aprile 1981    |
| 9  | Tap Dancing Her Way Right Back Into Your Hearts | Tango!                                        | 20 novembre 1976  | 1 gennaio 1981   |
| 10 | Vendetta (o The Monster)                        | La vendetta                                   | 27 novembre 1976  | 7 aprile 1983    |
| 11 | Nightmare                                       |                                               | 28 novembre 1976  | Non trasmesso    |
| 12 | Iron Mike (o Captain Mike Ferguson)             | L'informatore                                 | 18 dicembre 1976  | 15 gennaio 1981  |
| 13 | Little Girl Lost                                | Una bambina tutta sola                        | 25 dicembre 1976  | 25 dicembre 1980 |
| 14 | Bloodbath                                       | Bagno di sangue                               | 1º gennaio 1977   | 8 aprile 1983    |
| 15 | The Psychic                                     | Il veggente                                   | 15 gennaio 1977   | 5 febbraio 1981  |
| 16 | The Set-Up (part 1)                             | Chi è il mandante (prima parte)               | 22 gennaio 1977   | 13 marzo 1983    |
| 17 | The Set-Up (part 2)                             | Chi è il mandante (seconda parte)             | 29 gennaio 1977   | 13 marzo 1983    |
| 18 | Survival                                        | Salvo per miracolo                            | 5 febbraio 1977   | 14 aprile 1983   |
| 19 | Starsky's Lady (o Revenge)                      | La ragazza di Starsky                         | 12 febbraio 1977  | 10 aprile 1983   |
| 20 | Huggy Bear and the Turkey                       | Huggy Bear e il Turco                         | 19 febbraio 1977  | 9 giugno 1984    |
| 21 | The Committee                                   | I buoni e i cattivi                           | 26 febbraio 1977  | 22 gennaio 1981  |
| 22 | The Velvet Jungle                               | Delitto in sartoria                           | 5 marzo 1977      | 8 gennaio 1981   |
| 23 | Long Walk Down a Short Dirt Road                | Country Music                                 | 12 marzo 1977     | 19 febbraio 1981 |
| 24 | Murder on Stage 17                              | Omicidio allo Studio 17                       | 19 marzo 1977     | 5 marzo 1981     |
| 25 | Starsky and Hutch Are Guilty                    | Doppia coppia                                 | 16 aprile 1977    | 26 febbraio 1981 |